# Elophos caelibarius
Elophos caelibarius är en fjärilsart som beskrevs av Herrich-Schäffer sensu Hartig 1937. Elophos caelibarius ingår i släktet Elophos och familjen mätare. Inga underarter finns listade i Catalogue of Life.